# Asociación Multisectorial de Empresas Españolas de Electrónica y Comunicaciones
AMETIC es el acrónimo de "Asociación Multisectorial de Empresas de Tecnologías de la Información, Comunicaciones y Electrónica"; una asociación fundada en 1984 y que representa a unas 3000 empresas del macrosector de las Tecnologías de la Información y las Comunicaciones, TIC en España....
La asociación agrupa a fabricantes, comercializadores, distribuidores y en el caso del sector de Telecomunicaciones a Instaladores. El total de empresas representadas da trabajo a 350.000 personas, con una facturación del 4,5% del PIB de España.

## Objetivos
Las empresas que componen la Asociación forman Comisiones de Trabajo que se reúnen periódicamente, desarrollando actividades como el estudio de la evolución de las ventas de su sector, el análisis de la nueva normativa que afectará a las empresas próximamente, el planteamiento de soluciones ante problemas comunes, el diseño de sistemas de calidad y de gestión medioambiental, y todo aquello que revierta en el beneficio común de las empresas. Por ello se mantienen contactos con los responsables de los distintos organismos que regulan el entorno de las actividades de las empresas, y AMETIC participa en diversos Comités y grupos.
Las comisiones de trabajo de AMETIC colaboran con la Administración Pública en temas como medio ambiente, desarrollo legislativo y regulación, internet, informatización, calidad y formación, y la asociación ejerce de interlocutor entre la Administración Pública y su sector representado.
La Asociación cuenta con varias Comisiones de Trabajo, que representan a los diferentes sectores TIC, entre ellas: Industria 4.0, Telecomunicaciones 5G, Impresión 3D, Telefonía Móvil, Smart Cities, Electrónica de Consumo, ciberseguridad, inteligencia artificial, computación cuántica, contenidos digitales, etc.
Pertenece a la organización empresarial europea, Digital Europe y a la Junta Directiva de la CEOE, entre otras.
La sociedad está presidida por Pedro Mier.